# La conversazione
La conversazione (The Conversation) è un film del 1974 scritto, diretto e prodotto da Francis Ford Coppola, vincitore della Palma d'oro per il miglior film al Festival di Cannes 1974 e candidato all'Oscar al miglior film nel 1975.
Nel 1995 è stato scelto per la conservazione nel National Film Registry della Biblioteca del Congresso degli Stati Uniti.

## Trama
San Francisco. Harry Caul è un investigatore privato ed esperto di intercettazioni, con una spiccata ossessione paranoica per la privacy. Il suo appartamento è quasi totalmente spoglio ed è dotato di una porta a tripla serratura, mentre il suo laboratorio è ricavato in uno spazio delimitato da un reticolato all'interno di un capannone. Estremamente professionale ma con evidenti disturbi di socialità, Harry cerca di evitare il più possibile coinvolgimenti di tipo affettivo e confidenziale, sia sul lavoro che nella vita privata e amorosa; finge di non avere un recapito telefonico privato e chiama solo da cabine pubbliche, ha problemi a parlare di sé anche con le donne e quando esce indossa sempre un soprabito di plastica trasparente. Il suo solo svago è il sassofono, che suona solo in casa mettendo in sottofondo dischi di musica jazz.
Un giorno Harry riceve dal direttore generale di una grande azienda (nel film nominato sempre solo "Il direttore"), l'incarico di pedinare una coppia di giovani presso la Union Square di San Francisco e di registrarne la conversazione, documentando il tutto con alcune foto. Si tratta di un'intercettazione tecnicamente molto complessa a causa del frastuono incessante proveniente dalla piazza affollata, ma che egli si ingegna per espletare al meglio. Lavorando in seguito sulla ripetizione continua ed ossessiva delle registrazioni, Harry rende i nastri - inizialmente vaghi e confusi - sempre più chiari e distinti. Intanto, nonostante la deontologia professionale gli imponga il distacco dall'oggetto delle intercettazioni e dagli affari della committenza, egli si immerge sempre più nel caso in questione: qualcosa nei toni e nelle parole di questa conversazione lo turba e gli dà motivo di preoccupazione portandogli alla memoria un vecchio e infausto precedente. Una frase su tutte risulta infine chiara: «Ci ammazzerà se gliene diamo l'occasione!».
Harry rimugina dunque sulla moralità del suo lavoro e si chiede se sia il caso di completare questo incarico. Riluttante, si rifiuta in definitiva di consegnare il materiale dal momento che non viene ricevuto dal direttore in persona ma solo dal suo vice. Tra l'altro, questi coglie occasione per mettere Caul in guardia: sarà meglio che non faccia scherzi e consegni al più presto i nastri in cambio del denaro. Di fronte alla sua reticenza, la committenza anticipa ogni sua mossa incaricando una donna per sedurlo e sottrargli le registrazioni. L'indomani contatta Caul presso la sua abitazione al fine di convocarlo per remunerargli la somma pattuita e ottenere anche le foto scattate. Harry si presenta al nuovo appuntamento, dove è presente anche il direttore. Conclude lo scambio e cerca al contempo rassicurazioni circa i possibili sviluppi della vicenda, che però non ottiene. Allarmato, cerca allora d'impedire quello che crede essere l'inevitabile epilogo. La storia non va però come se la immaginava: saranno infatti l’amante e la donna ad uccidere il direttore. Infine, tenuto egli stesso sotto osservazione, in preda a una crisi di nervi, Harry finisce per sventrare letteralmente la sua abitazione in cerca di cimici nascoste. Si consola suonando il suo sax sui titoli di coda, in una casa ormai del tutto disadorna.

## Produzione
Il protagonista Gene Hackman interpreta qui uno dei suoi personaggi più famosi. La pellicola rappresenta anche una delle primissime apparizioni cinematografiche di Harrison Ford e contiene un cameo di Robert Duvall non citato nei titoli del film.

## Influenze
Coppola ha citato ripetutamente, come fonte d'ispirazione per La conversazione, Blow-Up di Michelangelo Antonioni, per quanto riguarda il tema della scoperta più o meno casuale di un delitto mediante la tecnologia.
All'inizio del film vi sono anche due riferimenti all'opera di Antonioni: la prima consiste nella presenza di un mimo, mentre la seconda riguarda le fotografie che Stanley scatta dall'interno del pulmino alle ragazze che si specchiano nei finestrini riflettenti del mezzo (gesto accompagnato da battute simili a quelle pronunciate dal fotografo protagonista del film di Antonioni durante la sua attività).
Un'altra influenza citata spesso dallo stesso Coppola è quella riguardante Harry Caul, per il cui personaggio si sarebbe ispirato al protagonista de Il lupo della steppa di Hermann Hesse.

## Riconoscimenti
- 1975 - Premio Oscar
  - Candidatura Miglior film a Francis Ford Coppola
  - Candidatura Migliore sceneggiatura originale a Francis Ford Coppola
  - Candidatura Miglior sonoro a Walter Murch e Art Rochester
- 1975 - Golden Globe
  - Candidatura Miglior film drammatico
  - Candidatura Migliore regia a Francis Ford Coppola
  - Candidatura Miglior attore in un film drammatico a Gene Hackman
  - Candidatura Migliore sceneggiatura a Francis Ford Coppola
- 1975 - Premio BAFTA
  - Miglior montaggio a Walter Murch e Richard Chew
  - Miglior sonoro a Art Rochester, Nathan Boxer, Michael Evje e Walter Murch
- 1974 - National Board of Review Award
  - Miglior film
  - Migliore regia a Francis Ford Coppola
  - Miglior attore protagonista a Gene Hackman
- 1974 - Festival di Cannes
  - Palma d'oro a Francis Ford Coppola
  - Premio della giuria ecumenica - (Menzione Speciale)
- 1975 - Kansas City Film Critics Circle Award
  - Miglior film
  - Migliore regia a Francis Ford Coppola
- 1974 - New York Film Critics Circle Award
  - Miglior attore protagonista a Gene Hackman

Nel 1995 è stato scelto per la conservazione nel National Film Registry della Biblioteca del Congresso degli Stati Uniti.